# Changfeng (powiat)
Changfeng (chiń. upr. 长丰县; chiń. trad. 長豐縣; pinyin Chángfēng Xiàn) – powiat w północnej części prefektury miejskiej Hefei w prowincji Anhui w Chińskiej Republice Ludowej. Liczba mieszkańców powiatu, według spisu ludności z listopada 2010 roku, wynosiła 629 535.